# Macky Sall
Macky Sall (in wolof Maki Sàll; in pulaar 𞤃𞤢𞤳𞤭 𞤅𞤢𞤤‎?, Maki Sal; Fatick, 11 dicembre 1961) è un politico senegalese, Presidente del Senegal dal 2 aprile 2012 al 2 aprile 2024 e, precedentemente, anche Primo ministro dal 2004 al 2007.

## Primo ministro del Senegal
Ingegnere geofisico di professione, fu nominato dal presidente Abdoulaye Wade il 21 aprile, 2004, quando il suo predecessore, Idrissa Seck, si dimise. Sall fu anteriormente consigliere speciale del presidente della Repubblica dal 2000 al 2001, ministro di miniere, energia e idraulica da maggio 2001 ad agosto 2003 (nel novembre 2002 diventa un ministro dello stato) e successivamente ministro dell'Interno da agosto 2003 fino a quando è diventato primo ministro. Nel 2007 ha rivestito il ruolo di Direttore della campagna elettorale di Abdoulaye Wade e poi di Presidente dell'Assemblea Nazionale. Nel 2008 è uscito dal governo e dal Pds (Partito Democratico Senegalese), e ha fondato il proprio partito, Apr (Alleanza per la Repubblica), con cui si è presentato alle elezioni del febbraio 2012.  È stato anche sindaco di Fatick dal giugno 2002.

## Presidente del Senegal
Dopo aver superato il primo turno delle elezioni presidenziali del 26 febbraio 2012 con il 26% dei voti,  sconfigge al ballottaggio del 25 marzo il presidente in carica Abdoulaye Wade, divenendo il quarto Presidente del Senegal dall'indipendenza. Viene in seguito riconfermato al primo turno delle  elezioni presidenziali del 2019 col 58,27% dei voti.